# امیلیانو اینسوا
امیلیانو آدریان اینسوا زاپاتا (اسپانیایی: Emiliano Adrián Insúa Zapata‎؛ زادهٔ ۷ ژانویهٔ ۱۹۸۹) بازیکن فوتبال اهل آرژانتین است. پست تخصصی او دفاع چپ است.
از باشگاه‌هایی که در آن بازی کرده‌است می‌توان به بوکا جونیورز، لیورپول، گالاتاسرای، اسپورتینگ، اتلتیکو مادرید، رایو وایکانو، اشتوتگارت و ال‌ای گلکسی اشاره کرد.
وی همچنین در تیم ملی فوتبال آرژانتین بازی کرده‌است.